# Pseudophilautus hallidayi
Espèce
Synonymes
- Philautus hallidayi Meegaskumbura & Manamendra-Arachchi, 2005

Statut de conservation UICN

 VU B1ab(iii) : Vulnérable
Pseudophilautus hallidayi est une espèce d'amphibiens de la famille des Rhacophoridae.

## Répartition
Cette espèce est endémique du Sri Lanka. Elle se rencontre entre 510 et 1 240 m d'altitude,.

## Description
Pseudophilautus hallidayi mesure environ 33 mm pour les mâles et de 37 à 43 mm pour les femelles. Son dos est brun avec des taches symétriques brun foncé et blanches. Son ventre est brun clair.

## Étymologie
Son nom d'espèce, hallidayi, lui a été donné en référence à Timothy Richard Halliday, directeur de l'UICN depuis 1994.

## Publication originale
- Meegaskumbura & Manamendra-Arachchi, 2005 : Description of eight new species of shrub-frogs (Ranidae : Rhacophorinae : Philautus) from Sri Lanka. The Raffles Bulletin of Zoology, Supplement Series, no 12, p. 305-308 (texte intégral).